# Dabbahalli, Malavalli
Dabbahalli là một làng thuộc tehsil Malavalli, huyện Mandya, bang Karnataka, Ấn Độ.